# Boligkommissionen af 1916
Boligkommissionen af 1916 var en statslig kommission nedsat den 30. oktober 1916, der dels skulle belyse bolignøden og dels finde veje til opførelse af offentligt støttet byggeri.
Under 1. verdenskrig voksede den sociale nød i Danmark. Et af problemerne var at boligbyggeriet gik helt i stå. Det var ikke muligt at få kul til landet, derfor ophørte teglværksproduktionen og tømmer var også en begrænset ressource. Samtidigt var der en vedvarende tilflytning til byerne fra landdistrikterne.
Blandt medlemmerne af kommissionen var socialdemokraten Jens Christian Jensen, advokat F.C. Boldsen, den konservative Laurits Vilhelm Birck og den radikale læge Alvilda Harbou Hoff. Som en af kommissionens sekretærer udpegedes den socialdemokratiske politiker C.V. Bramsnæs, der senere blev finansminister i den første Stauningregering (1924-1926).

## Eksterne link
http://www.etext.dk/fattigudvalgsformand-benyttede-muligheden-for-at-beskrive-elendigheden/